# Hemilamprops gracilis
Hemilamprops gracilis är en kräftdjursart som beskrevs av Hart 1930. Hemilamprops gracilis ingår i släktet Hemilamprops och familjen Lampropidae. Inga underarter finns listade i Catalogue of Life.